# Poughkeepsie
Poughkeepsie [pəˈkipsi] je správní středisko a největší město okresu Dutchess County ve státě New York ve Spojených státech amerických. K roku 2010 zde žilo 32 736 obyvatel. S celkovou rozlohou 15 km² byla hustota zalidnění 2 242 obyvatel na km². Město se nachází na řece Hudson, asi 100 km severně od města New Yorku.
V roce 2007 zde byl pod vedením režiséra Johna Ericka Dowdlera natočen pseudodokumentární hororový film „The Poughkeepsie Tapes“ (volně přeloženo jako „Nahrávky z Poughkeepsie“), jehož děj se odehrává právě v tomto městě.